# 荷氏獸屬
荷氏獸屬為已滅絕潘帕獸科下的一屬，與現存的犰狳為近親。和犰狳一樣，荷氏獸具有鱗甲帶，能提高牠們活動時的靈活度，這點與同屬有甲目的雕齒獸亞科有所不同。荷氏獸屬於植食動物，相較之下，現存的犰狳則偏向食蟲性或是雜食性。

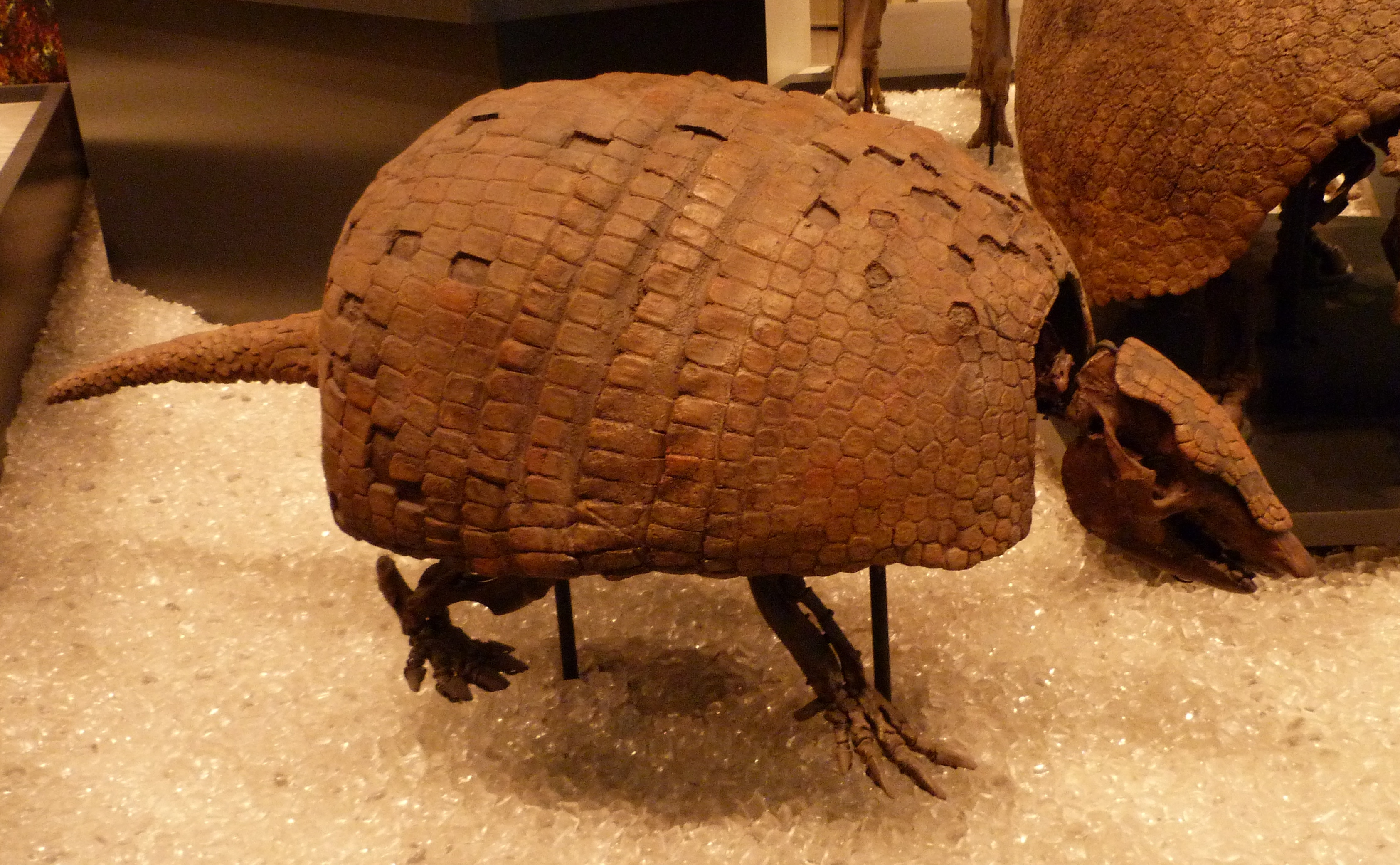
H. occidentalis 全身骨骼化石

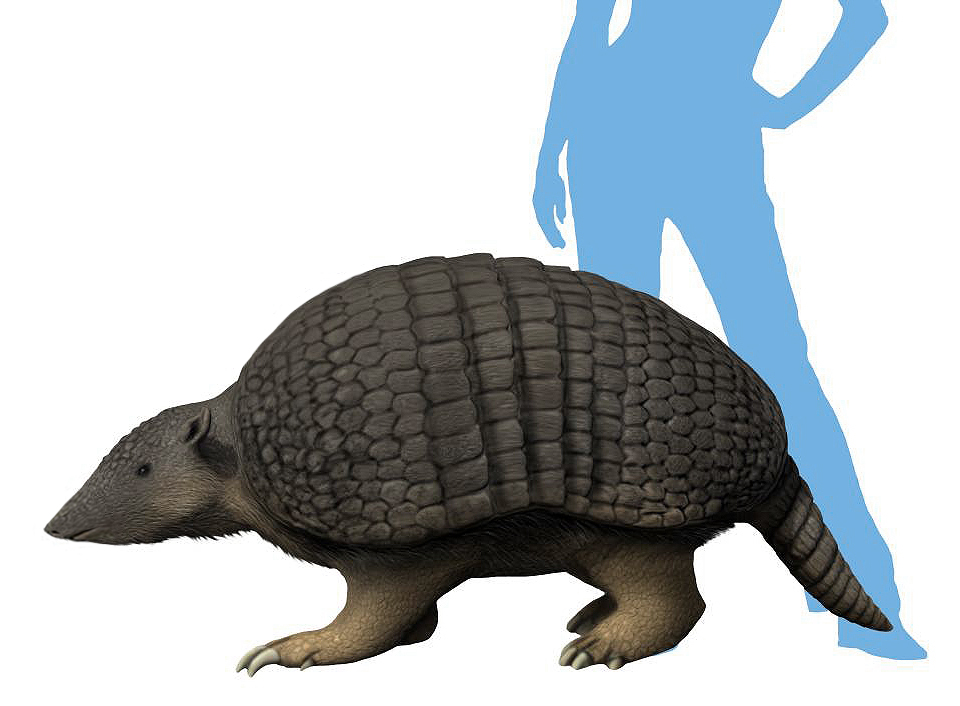
佛羅里達荷氏獸（H. floridanus）復原圖及體型比較

荷氏獸的體型遠較現存的犰狳大，體長可達2（6.6英尺），體重可達227（500英磅），而現存體型最大的大犰狳，體重最重不會超過54（119英磅）。

## 棲息與分佈地
荷氏獸於南北美洲生物大遷徙時遷往北美洲且適應良好，其他成功適應北美洲環境的南美洲生物包括地懶、雕齒獸、犰狳、水豚等。荷氏獸的化石發現於巴西至美國，主要集中在德克薩斯州以及佛羅里達州。

## 延伸閱讀
- J. C. Cisneros. 2005. New Pleistocene vertebrate fauna from El Salvador. Revista Brasileira de Paleontologia 8(3):239-255
- P. J. Gaudioso, G. M. Gasparini, and R. M. Barquez. 2016. Paleofauna del Pleistoceno de Termas de Rio Hondo, Santiago del Estero, Argentina. Ameghiniana 53(6):54-54
- J. I. Mead, S. L. Swift, R. S. White, H. G. McDonald, and A. Baez. 2007. Late Pleistocene (Rancholabrean) glyptodont and pampathere (Xenarthra, Cingulata) from Sonora, Mexico. Revista Mexicana de Ciencias Geológicas 24(3):439-449